# Oxalyldihydrazid
Oxalyldihydrazid ist eine chemische Verbindung aus der Gruppe der Carbonsäurehydrazide.

## Gewinnung und Darstellung
Oxalyldihydrazid kann durch Reaktion von Oxalsäure mit Hydrazinhydrat gewonnen werden.

## Eigenschaften
Oxalyldihydrazid ist ein weißes bis gelbliches kristallines Pulver. Die Verbindung bildet fünf verschiedene Kristallstrukturen in Abhängigkeit von der Temperatur und davon, aus welchem Lösungsmittel sie kristallisiert wurde. Diese besitzen alle eine monokline Kristallstruktur mit der Raumgruppe P21/c (Raumgruppen-Nr. 14). Daneben sind weitere Hochdruckmodifikationen bekannt. Die Verbindung kann eine Polykondensation eingehen.

## Verwendung
Oxalyldihydrazid kann zur Herstellung von Komplexverbindungen und zur Bestimmung von Kupfer und einiger Aldehyde und Ketone verwendet werden.